# Chi Po-lin
Chi Po-lin (Tajpej, 1964. december 27. – Fengbin, 2017. június 10.) tajvani dokumentumfilmes, fotográfus és környezetvédő. 2013-ban az 50. Golden Horse Awards-on Beyond Beauty: Taiwan from Above című filmje nyerte a legjobb dokumentumfilmnek járó díjat.
2017. június 10-én elhunyt egy helikopter-szerencsétlenségben, amikor a gép összeroncsolódott Hualien megye Fengbin kerületének hegyvidékén. A balesetben elhunyt továbbá Chen Kuan-chi, a gép pilótája és Chi asszisztense, Chen Kuan-chi. A csapat épp videófelvételeket készített a Beyond Beauty: Taiwan from Above folytatásához, amit eredetileg 2019-ben mutattak volna be.
Chi-nek házasságából egy fia és egy lánya született.

## Filmográfia
| Év   | Angol cím                        | Mandarin cím | Szerepkör         | Jegyzetek                                     |
| ---- | -------------------------------- | ------------ | ----------------- | --------------------------------------------- |
| 2012 | Taiwan from the Air              | 鳥目台灣     | Rendező, operatőr | Rövidfilm                                     |
| 2013 | Beyond Beauty: Taiwan from Above | 看見台灣     | Rendező, operatőr |                                               |
| 2014 | Taichung - The Heart Of Taiwan   | 台中心動     | Rendező, operatőr | Rövidfilm                                     |
| 2019 | Beyond Beauty II                 | 看見台灣II   | Rendező, operatőr | A Beyond Beauty: Taiwan from Above folytatása |

## Publikációk
- Chi, Po-lin, Yeh, Huan-hui. Images of the Northern Taiwan Second Freeway : Capturing the Feeling of Nature and the Earth. Taipei: MOTC (1997)
- Chi, Po-lin. Tai wan fei lan. Taipei: Choice Development, Inc. (zh:秋雨文化 pinyin: Qiū yǔ wén huà) (2001)
- Chi, Po-lin. Our Land Our Story. Taipei: Choice Development, Inc. (2004)
- Chi, Po-lin. Cong kong zhong kan tai wan : qi bo lin kong zhong she ying ji. Taipei: Owl Publishing House (2012)
- Chi, Po-lin. Wo di xin, wo di yan, kan jian tai wan: qi bo lin kong pai 20 nian di jian chi yu shen qing. Taipei: Booklife (2013)
- Chi, Po-lin. Beyond Beauty : Taiwan from Above. Taipei: Above Taiwan (2015)

## Díjak
| Év   | Díj                                          | Kategória                  | Jelölt mű                        | Végeredmény |
| ---- | -------------------------------------------- | -------------------------- | -------------------------------- | ----------- |
| 2003 | Keep Walking Fund Project                    | Fődíj                      | N/A                              | Elnyerte    |
| 2012 | Xue Xue Awards                               | Special Contribution Award | N/A                              | Elnyerte    |
| 2013 | 50. Golden Horse Awards                      | Legjobb dokumentumfilm     | Beyond Beauty: Taiwan from Above | Elnyerte    |
| 2014 | Dunxu High School of Industry and Commerce   | Outstanding Alumni Award   | N/A                              | Elnyerte    |
| 2014 | Lunghwa University of Science and Technology | Outstanding Alumni Award   | N/A                              | Elnyerte    |

## Fordítás
- Ez a szócikk részben vagy egészben  a   Chi Po-lin című angol Wikipédia-szócikk ezen változatának fordításán alapul.  Az eredeti cikk szerkesztőit annak laptörténete sorolja fel. Ez a jelzés csupán a megfogalmazás eredetét és a szerzői jogokat jelzi, nem szolgál a cikkben szereplő információk forrásmegjelöléseként.

## Külső hivatkozások
- Chi Po-lin az Internet Movie Database oldalon (angolul)